# Salah Baouendi
Mohammed Salah Baouendi (Túnis, 12 de outubro de 1937 – La Jolla, Califórnia, 24 de dezembro de 2011) foi um matemático tunisiano-estadunidense, que trabalhou com análise.

## Vida
Baouendi frequentou a escola e estudou na França, onde obteve o bacharelado em matemática na Sorbonne em 1961 e um doutorado em 1967 na Universidade Paris-Sul em Orsay, orientado por Bernard Malgrange, com a tese Sur une Classe d'Opérateurs Elliptiques Dégénérés. Foi depois professor da Université Nice-Sophia-Antipolis, Universidade de Túnis e em Paris, seguindo para os Estados Unidos em 1971. Em 1972 foi professor da Universidade de Purdue, onde foi também temporariamente diretor da Faculdade de Matemática. A partir de 1988 foi professor da Universidade da Califórnia em San Diego (UCSD). Foi também professor visitante na Universidade de Chicago e na Universidade Rutgers. Trabalhou principalmente com análise complexa e equações diferenciais parciais.
Casou-se na segunda vez com a matemática Linda Rothschild, com quem também trabalhou. Ambos receberam o Prêmio Stefan Bergman de 2003.
Foi palestrante convidado do Congresso Internacional de Matemáticos em Vancouver (1974: On a class of Fuchsian types partial differential operators). Em 2005 foi eleito membro da Academia de Artes e Ciências dos Estados Unidos.
Esteve no conselho (Board of Trustees) da American Mathematical Society, foi durante vários anos representante dos Estados Unidos na União Internacional de Matemática e conselheiro administrativo do US National Committee for Mathematics. Foi fundador e co-editor dos periódicos Communications in Partial Differential Equations e Mathematical Research Letters.
De seu primeiro casamento teve um filho, Moungi Bawendi, e uma filha.

## Obras
- com Peter Ebenfelt, Linda Rothschild Real submanifolds in complex space and their mappings, Princeton University Press 1999